# Wydział Nauk o Zdrowiu Uniwersytetu Opolskiego
Wydział Nauk o Zdrowiu Uniwersytetu Opolskiego – jeden z 12 wydziałów Uniwersytetu Opolskiego.

## Kierunki kształcenia
Dostępne kierunki:
- Dietetyka (studia I stopnia)
- Fizjoterapia (studia jednolite magisterskie)
- Kosmetologia (studia I i II stopnia)
- Pielęgniarstwo (studia I i II stopnia)
- Położnictwo (studia I i II stopnia)

## Władze Wydziału
W kadencji 2024–2028:
| Stanowisko        | Imię i nazwisko  |
| ----------------- | ---------------- |
| Dziekan           | dr Marta Sobera  |
| Zastępca Dziekana | dr Ewelina Lepsy |

## Struktura organizacyjna

### Instytut Nauk o Zdrowiu
Dyrektor: dr hab. Danuta Witkowska
- Zespół Chemii Medycznej
- Zespół Fizjoprofilaktyki
- Zespół Pielęgniarstwa i Zaawansowanej Praktyki Klinicznej
- Zespół Żywienia Człowieka i Dietetyki